# Eudicella frontalis
Eudicella frontalis är en skalbaggsart som beskrevs av John Obadiah Westwood 1842. Eudicella frontalis ingår i släktet Eudicella och familjen Cetoniidae. Inga underarter finns listade i Catalogue of Life.